# Бальке, Эрнст
Эрнст Ба́льке (нем. Ernst Balcke; 9 апреля 1888, Берлин, Германская империя — 16 января 1912, близ Берлина, Германская империя) — немецкий поэт. Один из представителей раннего экспрессионизма. Был лучшим другом поэта Георга Гейма.

## Биография
Эрнст родился в семье банкира Оскара Бальке и его жены Элизабет, урождённой Л’Эрме. Изучал романистику и англистику в Берлине, Мюнхене, Безансоне и Эдинбурге. В декабре 1911 года успешно сдал в Берлине выпускной экзамен. Бальке писал большей частью «стихи на случай», избранное из которых позднее опубликовал экспрессионистский журнал «Die Aktion». Известный литератор Курт Хиллер так отозвался о его творчестве:

«Его стихи имеют ценность как любезно-эпигонские; они не значительны, потому что очень обычны. По этой причине в них что-то есть, в ядре их есть что-то привлекательное для меня».

В январе 1912 года, он утонул, катаясь на реке Хафель вместе со своим другом Георгом Геймом. В 1914 году, уже после смерти Бальке, в берлинском издательстве «Reuss & Pollack» вышла книга его стихов.